# Paola Pezzo
Paola Pezzo (ur. 8 stycznia 1969 r. w Bosco Chiesanuova) – włoska kolarka górska, dwukrotna złota medalistka olimpijska, pięciokrotna medalistka mistrzostw świata, czterokrotna medalistka mistrzostw Europy oraz zdobywczyni Pucharu Świata.

## Kariera
W swoim olimpijskim debiucie, na igrzyskach w Atlancie w 1996 roku wywalczyła złoty medal w cross-country. Sukces ten powtórzyła cztery lata później, podczas igrzysk olimpijskich w Sydney. Wystartowała także na igrzyskach w Atenach jednak nie zdołała ukończyć zawodów.
Swój pierwszy medal mistrzostw świata zdobyła w 1993 roku na mistrzostwach świata w Métabief, gdzie indywidualnie okazała się najlepsza. Również na mistrzostwach świata w Château d'Oex w 1997 roku zdobyła złoty medal. Dwa lata później, podczas mistrzostw świata w Åre zdobyła brązowy medal, wyprzedziły ją jedynie zwyciężczyni Margarita Fullana z Hiszpanii oraz druga na mecie Kanadyjka Alison Sydor. Z mistrzostw świata w Sierra Nevada w 2000 roku przywiozła srebrny medal wywalczony indywidualnie oraz brązowy zdobyty w sztafecie. Były to ostatnie medale mistrzostw świata zdobyte przez Pezzo.
W latach 1994, 1996 i 1999 Pezzo zdobywała złote medale mistrzostw Europy, a w 2000 roku wywalczyła srebrny medal. Jest ponadto czterokrotną mistrzynią Włoch w kolarstwie górskim (lata 1991, 1992, 1993 i 2005).
Obok Norweżki Gunn-Rity Dahle Paola Pezzo jest jedyną zawodniczką, która zdobyła złoty medal olimpijski, złoty medal mistrzostw świata i Puchar Świata w kolarstwie górskim.
Pezzo otrzymała Order Zasługi Republiki Włoskiej 3 października 2000 roku.